# Петър Бързаков
Петър Иванов Бързаков е български политик, запасен подпоручик, кмет на Горна Джумая от 23 юни 1939 година до 6 юни 1940 година.

## Биография
Роден е през 1889 г. в Лясковец. През 1920 г. завършва Юридическия факултет на Софийския университет. Известно време работи като адвокат. По-късно завършва школата за запасни подпоручици. Взема участие в Първата световна война. От 1934 до 1938 г. е кмет на великотърновското село Кесарево. През 1938 г. е назначен за околийски управител на Горна Джумая (днес Благоевград). На следващата година става кмет на града. Прилошава му на заседание на общинския съвет на 25 април 1940 г. Опериран е, но умира на 6 юни 1940 година.